# Vico Escorcia
Victoria María Sánchez Muñoz “Vico” Escorcia (Ciudad de México, 14 de junio de 1996) es una actriz de cine y televisión mexicana. Es conocida por interpretar a "Bartola" en la cinta ¡Que viva México!

## Biografía
Empezó desde los 14 años tomando cursos privados de actuación, impartidos por maestros como Mario Zaragoza y Viridiana Olvera. Su primer papel acreditado fue en la serie Al caer la noche (2011), apareciendo posteriormente en las series Paramédicos (2012) y La Teniente (2012). En 2014 debutó en el cine con la cinta "Eddie Reynolds y los Ángeles de Acero". Ha participado en series como Texas Rising (2015), Un día cualquiera (2016) y Milagros de Navidad (2017), además de la cinta Los crímenes de Mar del Norte (2017), por la cual fue nominada como mejor actriz de cuadro en los Premios Ariel.

## Filmografía

### Televisión
| Año       | Título                   | Personaje         | Nota        |
| --------- | ------------------------ | ----------------- | ----------- |
| 2011      | Al Caer la Noche         | Daniela           | 1 episodio  |
| 2012      | Paramédicos              | Jessica           | 1 episodio  |
| 2012      | La Teniente              | Rosita            | 1 episodio  |
| 2015      | Texas Rising             | Sarah Ewing       | 5 episodios |
| 2016      | Un día cualquiera        | Adelina/Mireya    | 2 episodios |
| 2017      | APB                      | Ariana            | 1 episodio  |
| 2017      | Milagros de Navidad      | Margarita Sánchez | 1 episodio  |
| 2020      | Coyote Hills             | Teresa Bravo      | 1 episodio  |
| 2023      | Se llamaba Pedro Infante | Lupita Torrentera | 3 episodios |
| 2024      | Mujeres asesinas         | Rita              | 1 episodio  |
| 2022-2024 | Acapulco                 | Paloma            | 7 episodios |

### Cine
| Año  | Título                                | Personaje            |
| ---- | ------------------------------------- | -------------------- |
| 2014 | Eddie Reynolds y los ángeles de acero | Lucía                |
| 2017 | Los crímenes de mar del norte         | Paquita              |
| 2018 | Mi pequeño gran hombre                | Toni                 |
| 2019 | Influencia                            | Lucy                 |
| 2022 | El misterio del viñedo                | Dulce López Castillo |
| 2023 | ¡Que viva México!                     | Bartola              |
| 2024 | Firma aquí                            | Guía                 |
| 2024 | Una Pequeña Confusión                 | Majo                 |